# Congrès grégorien d'Aiguebelle
Les Congrès grégoriens d'Aiguebelle sont les premières conférences tenues en faveur de la restauration et de la pratique du chant grégorien, après la période de la décadence du chant liturgique depuis la Renaissance.
À la suite d'une décision des Trappistes favorisant ce chant, ces congrès furent successivement tenus à l'abbaye Notre-Dame d'Aiguebelle, du 27 novembre au 1er décembre 1879, puis les 19 et 20 août 1881.

## Histoire
Alors qu'au sein du Saint-Siège, était en usage l'édition de Ratisbonne faussement attribuée à saint Grégoire Ier, la restauration du chant grégorien était de plus en plus appréciée auprès de quelques diocèses ainsi que de monastères, dans la deuxième moitié du XIXe siècle. En France, il s'agissait notamment de l'ordre des Prêcheurs ainsi que de l'ordre de Saint-Benoît, qui engageaient la restauration. 

### Premier congrès
Puis, les Trappistes rejoignirent le mouvement de la réforme liturgique grégorienne.

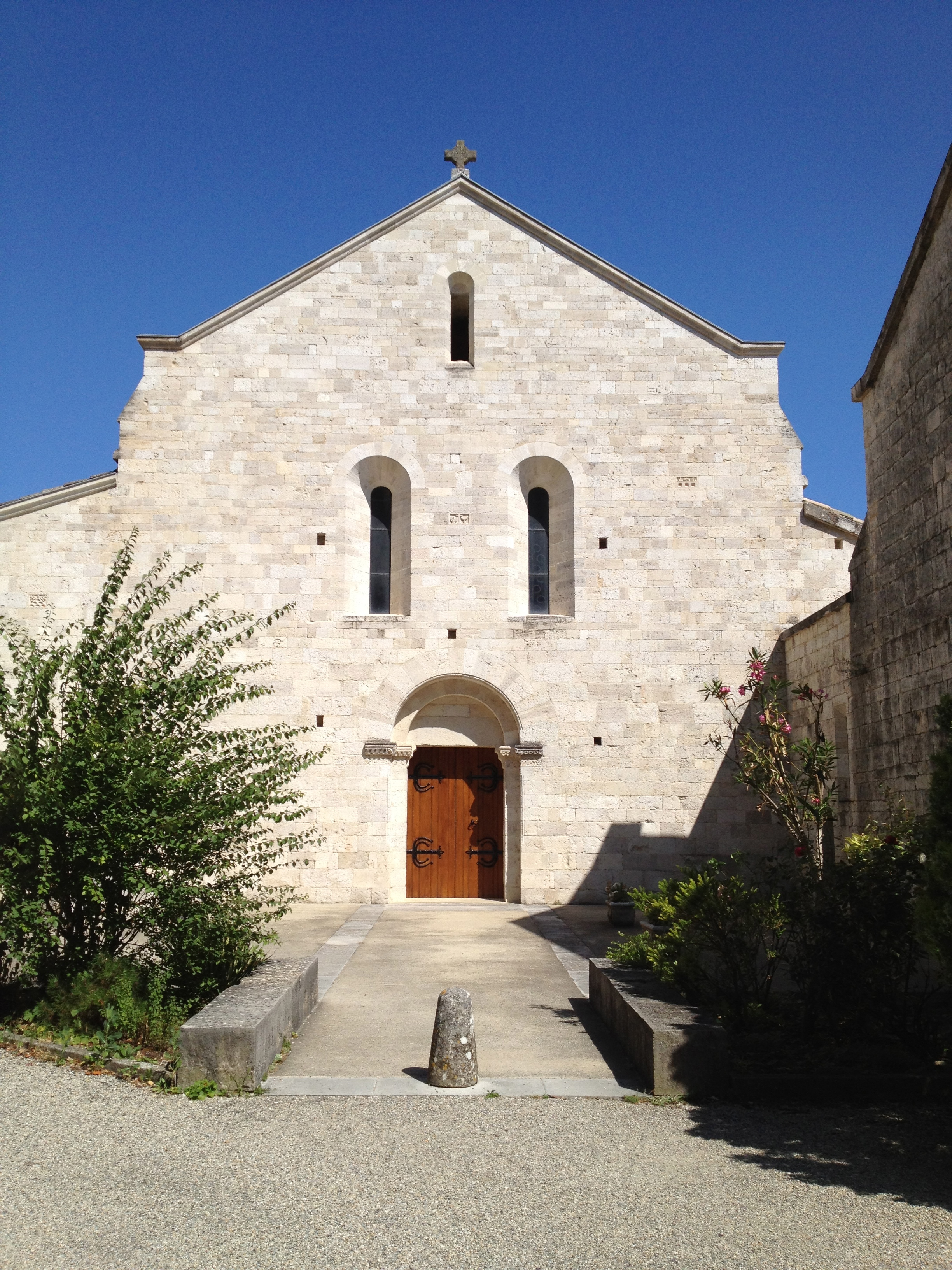
Abbaye Notre-Dame d'Aiguebelle.

À la suite de demandes de religieux de cet ordre, d'abord, Dom Joseph-Benoît Bourigaud de Marseille effectua une conférence grégorienne, du 21 au 31 mai 1879, à l'abbaye Notre-Dame d'Aiguebelle. Non seulement l'abbé et les moines de ce monastère mais également les supérieurs et chantres de plusieurs abbayes assistèrent à cette session, parmi lesquelles abbaye Notre-Dame de Bellefontaine, abbaye Sainte-Marie du Désert, prieur d'Igny.  
Dom Bourigaud profitait de la méthode de son ordre, plus précisément celle de Dom Joseph Pothier de l'abbaye Saint-Pierre de Solesmes. Un article se trouve dans la Musica Sacra publiée à Toulouse en décembre, La Trappe d'Aiguebelle et le chant grégorien, en tant que témoignage.   
La conférence était tellement appréciée que Dom Bourigaud et Dom Pothier furent invités en faveur d'un congrès, tenu à la fin de l'année, du 27 novembre au 1er décembre. Plus d'abbés et de chantres ainsi que de nombreux exécutants étaient venus de Lyon,  Marseille, Grenoble, Langres, même Saint-Claude. Il semble être le premier congrès grégorien, après la Renaissance.

### Deuxième congrès
Les religieux de cet ordre étaient si contents que l'année suivante, en avril, Dom Pothier fut à nouveau invité en tant qu'enseignant pour une série de conférences, deux cours par jour, tenue à l'abbaye Notre-Dame de Bellefontaine. Un certain nombre de exécutants laïcs aussi assistèrent à cette session grégorienne.  
Comme ce moine de Solesmes obtint une bonne appréciation de nombreux ecclésiastiques, grâce à cette série, le deuxième congrès fut tenu, de nouveau, à l'abbaye d'Aiguebelle, les 19 et 20 août 1881. En bénéficiant du congrès, Dom Pothier trouva un nouveau ami et collaborateur, abbé Félix Velluz. Celui-ci publia un petit compte rendu du congrès intitulé Introduction aux Mélodies Grégoriennes à Grenoble où serait fondée en 1892 la Revue du chant grégorien de laquelle Dom Pothier resterait collaborateur et auteur jusqu'à sa disparition. Grenoble, notamment son grand séminaire, deviendra un petit centre du chant grégorien, lié à ce moine bénédictin. Professeur de plusieurs séminaires, Félix Velluz assista l'année suivante 1882 au Congrès européen d'Arezzo en faveur de son collaborateur Dom Pothier.
D'ailleurs, grâce à ces événements successifs, l'usage du chant grégorien dans la liturgie cistercienne fut effectivement rétabli par des Trapistes.